# 加列拉威尼塔
加列拉威尼塔（義大利語：Galliera Veneta），是意大利威尼托大区帕多瓦省的一个市镇。总面积9.01平方公里，人口7127人，人口密度791.0人/平方公里（2009年）。国家统计（ISTAT）代码为028039。